# Аккумулятор электромобиля

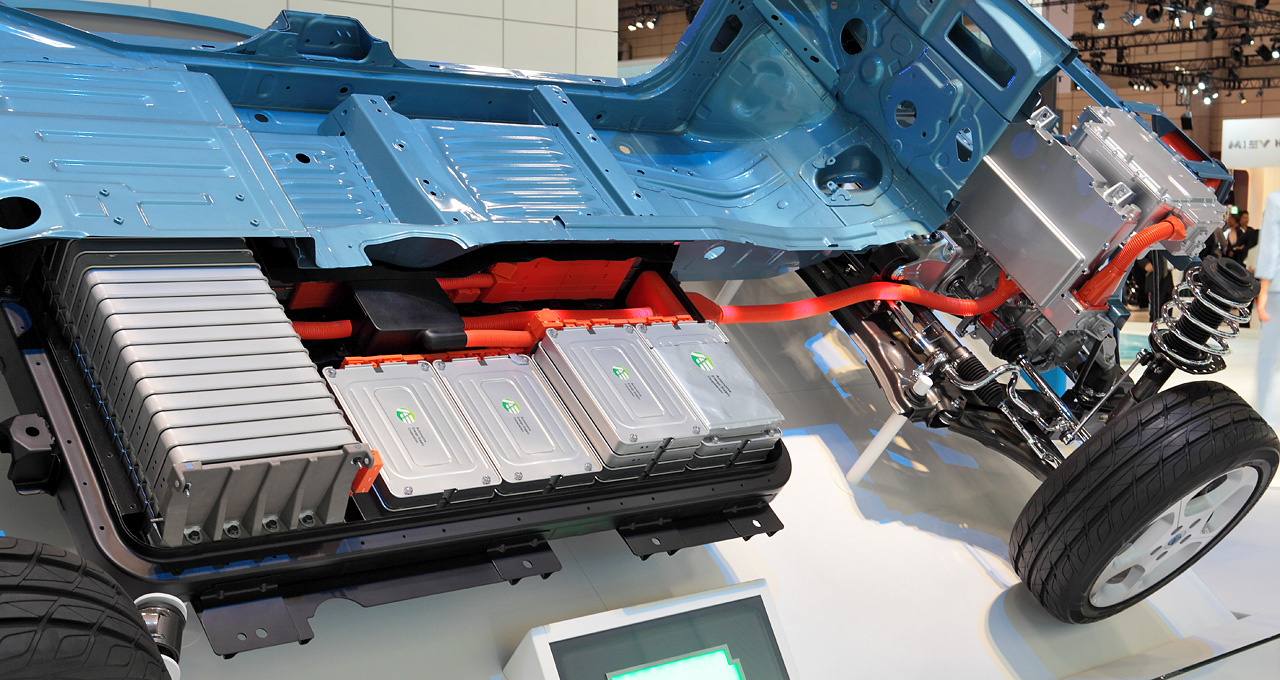
Nissan Leaf I — вид в разрезе с элементами аккумуляторной системы (2009)

Аккумулятор электромобиля (англ. Electric Vehicle battery, EVB, также известный как тяговая батарея) — это аккумуляторная батарея, используемая для работы тяговых электродвигателей электротранспорта, например: электромобиля, заряжаемого гибридного автомобиля, электробуса.

## Типы аккумуляторов электромобилей
- Литий-ионные
- Литий-железо-фосфатные (LFP)
- Никель-металлогидридные (NiMH)
- Литий-никель-кобальт-алюминий-оксидные (NCA, NMC)
- Натрий-ионные
- Литий-титанатные

Существует много обзоров, сравнивающих между собой типы тяговых батарей.

## Производители тяговых батарей

###### В мире
По состоянию на февраль 2025 года крупнейшими производителями в мире являлись компании CATL (38,2%), BYD (16,9%), LG Energy Solution (9,8%), SK On (4,7%), Panasonic (3,9%), Calb (3,8%), Gotion High-tech (3,5%), Samsung SDI (3,2%). Продажи первого квартала 2025 года распределялись примерно так же. При этом общий объем рынка оценивался в 221.8 GWh, почти на 40% больше по сравнению с предыдущим годом.

###### В России
Компания Росатом планировала начать производство тяговых батарей в сентябре 2025 года.
Правительство России прорабатывает меры поддержки локальных производителей.

## Обслуживание и ремонт тяговых батарей

### Бизнес по быстрой смене заряженных тяговых батарей
По состоянию на начало 2025 года крупнейшей компанией в мире, управляющей станциями по быстрой замене тяговых батарей (как альтернатива зарядки заряжаемых автомобилей на зарядных станциях), объявила о достижении 50 миллионов замен аккумуляторов на своих станциях — являлась компания Nio. При этом, по сообщению прессы, компания обсуждала возможность продажи этого бизнеса компании CATL.
В декабре 2024 года Nio заявила о достижении 60 миллионов замен аккумуляторов на 2900 станциях по замене батарей. Также, в декабре, компания объявила об открытии 59-й станции по замене батарей в Европе, в Бельгии. Кроме того, станции компании работают в Германии, Норвегии, Дании, Швеции и Голландии. В феврале 2025 года компания Nio объявила о рекорде ежедневной смены аккумуляторных батарей — более 135 тысяч зарядок в один день. Также было заявлено о достижении числа станций по смене аккумуляторных батрей нового уровня: 3106 станций.
В декабре 2024 года крупнейший в мире производитель аккумуляторных батарей для электромобилей компания CATL объявила о плане открыть в 2025 году 1000 станций по смене батарей, а за несколько лет — 30 тысяч станций. Для смены батарей потребуется ежемесячная подписка. Объявлено, что на первом этапе будет возможна смена батарей на десяти моделях автомобилей SAIC, GAC и других.

### Бизнес по ремонту тяговых батарей
Ремонт тяговых батарей осуществляется как правило осуществляется автопроизводителями или их дилерами, а также независимыми ремонтными центрами. 
В августе 2025 года компания CATL, крупнейший производитель тяговых батарей в мире, объявила о завершении первого успешного года работы своего сервисного подразделения NING Service по обслуживанию, замене и ремонте батарей и об открытии первого собственного сервисного центра за пределами Китая. Начиная с 2025 года начинает глубокий ремонт батарей (cell-to-pack, CTP) в собственных сервисных центрах.

## Китайский стандарт безопасности тяговых автомобилей
В апреле 2025 года Китай принял стандарт "Требования безопасности к силовым батареям, используемым в электромобилях" (GB38031-2025), который вступает с 1 июля 2026 года. Согласно документу, станут обязательными противоударные тесты, а также проверка батарей на работу при многократных циклах быстрой зарядки.